# Monika Vana
Monika Vana (ur. 14 września 1969 w Wiedniu) – austriacka polityk, działaczka Zielonych – Zielonej Alternatywy, posłanka do wiedeńskiego parlamentu, w latach 2005–2010 minister w rządzie regionalnym, deputowana do Parlamentu Europejskiego VIII i IX kadencji.

## Życiorys
W 1988 zdała egzamin maturalny. W 1992 ukończyła informatykę ekonomiczną na Uniwersytecie Technicznym w Wiedniu. Pełniła funkcję wiceprzewodniczącej uczelnianego oddziału związku studenckiego Österreichische Hochschülerinnen- und Hochschülerschaft. W 2000 uzyskała doktorat w zakresie nauk ekonomicznych i społecznych (Dr. rer.soc.oec) na Uniwersytecie Wiedeńskim. Pracowała m.in. w administracji rządowej, w 1995 została referentką ds. europejskich w klubie parlamentarnym Zielonych. Zajęła się również prowadzeniem wykładów m.in. z prawa europejskiego na uniwersytetach w Grazu i Linzu.
Zaangażowała się w działalność polityczną w ramach Zielonych, pełnią kierownicze funkcje w wiedeńskich strukturach tej partii. W latach 2001–2005 była posłanką do stołecznego parlamentu (pełniącego funkcję landtagu kraju związkowego i jednocześnie rady miejskiej Wiednia). Następnie do 2010 zajmowała stanowisko ministra bez teki w rządzie regionalnym Michaela Häupla. W 2010 ponownie wybrana do parlamentu Wiednia, a w 2014 uzyskała z listy swojego ugrupowania mandat eurodeputowanej. W 2019 utrzymała go na kolejną kadencję, gdy przed jej rozpoczęciem Werner Kogler zrezygnował z zasiadania w PE.